# Eufriesea corusca
Eufriesea corusca är en biart som först beskrevs av Kimsey 1977.  Eufriesea corusca ingår i släktet Eufriesea, tribus orkidébin, och familjen långtungebin. Inga underarter finns listade.